# Раух, Генри
Гарри Эрнест Раух (9 ноября 1925 — 18 июня 1979) — американский математик, известен результатами в комплексном анализе и дифференциальной геометрии.

## Биография
Защитил диссертацию в 1948 году в Принстонском университете под руководством Саломона Бохнера.
Темой диссертации были обобщения некоторых классических теорем на случай функций нескольких переменных.
С 1949 по 1951 г. работал в институте перспективных исследований.
В 1960-х годах работал профессором Иешива-университета,
а с середины 1970-х годов профессор городского университета Нью-Йорка.

## Вклад
- Теорема сравнения Рауха носит его имя, он доказал её в 1953 году.
- Раух доказал, что односвязное риманово многообразие с секционной кривизной достаточно близкой к единице диффеоморфно сфере. Это был первый вариант так называемой теоремы о сфере, после этого были получены многочисленные обобщения и вариации.

## Публикации

### Статьи
- «A contribution to differential geometry in the large». Ann. Math. 54: 38—55. 1951. MR 42765.
- «The singularities of the modulus space». Bull. Amer. Math. Soc. 68 (4): 390—394. 1962. doi:10.1090/s0002-9904-1962-10818-0. MR 0141781.
- «A transcendental view of the space of algebraic Riemann surfaces». Bull. Amer. Math. Soc. 71 (1): 1—39. 1965. doi:10.1090/s0002-9904-1965-11225-3. MR 0213543.
- «The local ring of the genus three modulus space of Klein’s 168 surface». Bull. Amer. Math. Soc. 73 (3): 343—346. 1967. doi:10.1090/s0002-9904-1967-11743-9. MR 0213545.
- with Hershel M. Farkas: «Relation between two kinds of theta constants on a Riemann surface». Proc Natl Acad Sci U S A 59 (1): 52—55. 1968. doi:10.1073/pnas.59.1.52. PMC 285999. PMID 16591592.
- «Functional independence of theta constants». Bull. Amer. Math. Soc. 74 (4): 633—638. 1968. doi:10.1090/s0002-9904-1968-11969-x. MR 0226000.
- with H. M. Farkas: «Two kinds of theta constants and period relations on a Riemann surface». Proc Natl Acad Sci U S A 62 (3): 679—686. 1969. doi:10.1073/pnas.62.3.679. PMC 223651. PMID 16591737.
- with H. M. Farkas: «Period relations of Schottky type on Riemann surfaces». Ann. Math. 92 (2): 434—461. 1970. doi:10.2307/1970627. MR 0283193.
- with Isaac Chavel: «Holomorphic embedding of complex curves in spaces of constant holomorphic curvature». Proc Natl Acad Sci U S A 69 (3): 663—665. 1972. doi:10.1073/pnas.69.3.633. PMC 426523. PMID 16591967.

### Книги
- with Hershel M. Farkas: Theta functions with applications to Riemann Surfaces, Williams and Wilkins, Baltimore 1974
- with Aaron Lebowitz: Elliptic functions, theta functions and Riemann Surfaces, Williams and Wilkins, 1973
- with Matthew Graber, William Zlot: Elementary Geometry, Krieger 1973, 2nd edn. 1979
- Geodesics and Curvature in Differential Geometry in the Large, Yeshiva University 1959